# Akira Matsunaga (fodboldspiller, født 1914)
 For alternative betydninger, se Akira Matsunaga. (Se også artikler, som begynder med Akira Matsunaga)
Akira Matsunaga (21. september 1914 - 20. januar 1943) var en japansk fodboldspiller.

## Japans fodboldlandshold
| Japans landshold | Japans landshold | Japans landshold |
| År               | Kmp              | Mål              |
| ---------------- | ---------------- | ---------------- |
| 1936             | 2                | 1                |
| Total            | 2                | 1                |